# Miloš Tichý
Miloš Tichý (1966 –) es un astrónomo checo y prolífico descubridor de asteroides, casado con Jana Tichá. Trabaja junto a su esposa en el Observatorio de Kleť, al sur de la República Checa.
También es el descubridor del cometa periódico 196P/Tichý.

## Asteroides descubiertos
La lista incompleta de los asteroides descubiertos o codescubiertos (115) por Tichý es la siguiente:
| Asteroide                | Desig. Provisional | Fecha descubrimiento     | Colaborador        |
| ------------------------ | ------------------ | ------------------------ | ------------------ |
| (6426) Vanýsek           | 1995 ED            | 2 de marzo de 1995       |                    |
| (6802) Černovice         | 1995 UQ2           | 24 de octubre de 1995    |                    |
| (6928) Lanna             | 1994 TM3           | 11 de octubre de 1994    |                    |
| (7359) Messier           | 1996 BH            | 16 de enero de 1996      |                    |
| (7440) Závist            | 1995 EA            | 1 de marzo de 1995       |                    |
| (7441) Láska             | 1995 OZ            | 30 de julio de 1995      | con Jana Tichá     |
| (7495) Feynman           | 1995 WS4           | 22 de noviembre de 1995  | con Zdeněk Moravec |
| (7496) Miroslavholub     | 1995 WN6           | 27 de noviembre de 1995  |                    |
| (7532) Pelhřimov         | 1995 UR1           | 22 de octubre de 1995    |                    |
| (7669) Malše             | 1995 PB            | 4 de agosto de 1995      | con Zdeněk Moravec |
| (7791) Ebicykl           | 1995 EB            | 1 de marzo de 1995       |                    |
| (7846) Setvák            | 1996 BJ            | 16 de enero de 1996      |                    |
| (8048) Andrle            | 1995 DB1           | 22 de febrero de 1995    | con Zdeněk Moravec |
| (8222) Gellner           | 1996 OX            | 22 de julio de 1996      | con Zdeněk Moravec |
| (8554) Gabreta           | 1995 KH            | 25 de mayo de 1995       |                    |
| (8572) Nijo              | 1996 UG1           | 19 de octubre de 1996    | con Jana Tichá     |
| (8740) Václav            | 1998 AS8           | 12 de enero de 1998      | con Zdeněk Moravec |
| (9102) Foglar            |                    | 12 de diciembre de 1996  | con Zdeněk Moravec |
| (9224) Železný           | 1996 AE            | 10 de enero de 1996      | con Zdeněk Moravec |
| (9884) Příbram           | 1994 TN3           | 12 de octubre de 1994    | con Zdeněk Moravec |
| (10170) Petrjakeš        | 1995 DA1           | 22 de febrero de 1995    | con Zdeněk Moravec |
| (10205) Pokorný          | 1997 PX1           | 7 de agosto de 1997      | con Zdeněk Moravec |
| (10213) Koukolík         | 1997 RK7           | 10 de septiembre de 1997 | con Zdeněk Moravec |
| (10234) Sixtygarden      | 1997 YB8           | 27 de diciembre de 1997  | con Jana Tichá     |
| (10403) Marcelgrün       | 1997 WU3           | 22 de noviembre de 1997  | con Jana Tichá     |
| (10577) Jihčesmuzeum     | 1995 JC            | 2 de mayo de 1995        |                    |
| (10872) Vaculík          | 1996 TJ9           | 12 de octubre de 1996    | con Jana Tichá     |
| (11124) Mikulášek        |                    | 14 de octubre de 1996    | con Zdeněk Moravec |
| (11128) Ostravia         |                    | 3 de noviembre de 1996   | con Jana Tichá     |
| (11134) České Budějovice |                    | 4 de diciembre de 1996   | con Zdeněk Moravec |
| (11141) Jindrawalter     |                    | 12 de enero de 1997      | con Jana Tichá     |
| (11144) Radiocommunicata |                    | 2 de febrero de 1997     | con Jana Tichá     |
| (11338) Schiele          |                    | 13 de octubre de 1996    | con Jana Tichá     |
| (11339) Orlík            |                    | 13 de noviembre de 1996  | con Zdeněk Moravec |
| (11656) Lipno            |                    | 6 de marzo de 1997       | con Zdeněk Moravec |
| (12406) Zvíkov           |                    | 25 de septiembre de 1995 | con Zdeněk Moravec |
| (12448) Mr. Tompkins     |                    | 12 de diciembre de 1996  | con Zdeněk Moravec |
| (12833) Kamenný Újezd    |                    | 2 de febrero de 1997     | con Jana Tichá     |
| (13229) Echion           |                    | 2 de noviembre de 1997   | con Jana Tichá     |
| (13681) Monty Python     |                    | 7 de agosto de 1997      | con Zdeněk Moravec |
| (13792) Kuščynskyj       |                    | 7 de noviembre de 1998   | con Jana Tichá     |
| (13804) Hrazany          |                    | 9 de diciembre de 1998   | con Zdeněk Moravec |
| (14068) Hauserová        |                    | 21 de abril de 1996      | con Jana Tichá     |
| (14190) Soldán           |                    | 15 de diciembre de 1998  | con Zdeněk Moravec |
| (14206) Sehnal           |                    | 15 de febrero de 1999    | con Zdeněk Moravec |
| (14537) Týn nad Vltavou  |                    | 10 de septiembre de 1997 | con Zdeněk Moravec |
| (14974) Počátky          |                    | 22 de septiembre de 1997 |                    |
| (15374) Teta             |                    | 16 de enero de 1997      | con Zdeněk Moravec |
| (15399) Hudec            |                    | 2 de noviembre de 1997   | con Jana Tichá     |
| (15890) Prachatice       |                    | 3 de abril de 1997       | con Zdeněk Moravec |
| (15960) Hluboká          |                    | 2 de febrero de 1998     | con Zdeněk Moravec |
| (16083) Jorvik           |                    | 12 de octubre de 1999    | con Jana Tichá     |
| (16781) Renčín           |                    | 12 de diciembre de 1996  | con Zdeněk Moravec |
| (16794) Cucullia         |                    | 2 de febrero de 1997     | con Jana Tichá     |
| (17607) Táborsko         |                    | 2 de octubre de 1995     | con Zdeněk Moravec |
| (17608) 1995 TN          | 1995 TN            | 12 de octubre de 1995    |                    |
| (17694) Jiránek          |                    | 4 de marzo de 1997       | con Zdeněk Moravec |
| (17805) Švestka          |                    | 30 de marzo de 1998      | con Zdeněk Moravec |
| (18497) Nevězice         |                    | 11 de junio de 1996      | con Zdeněk Moravec |
| (18531) Strakonice       |                    | 4 de diciembre de 1996   | con Zdeněk Moravec |
| (18841) Hruška           |                    | 6 de septiembre de 1999  | con Jana Tichá     |
| (19384) Winton           |                    | 6 de febrero de 1998     | con Jana Tichá     |
| (20164) Janzajíc         |                    | 9 de noviembre de 1996   | con Jana Tichá     |
| (21270) Otokar           |                    | 19 de julio de 1996      | con Jana Tichá     |
| (21290) Vydra            |                    | 9 de noviembre de 1996   | con Zdeněk Moravec |
| (21602) Ialmenus         |                    | 17 de diciembre de 1998  | con Zdeněk Moravec |
| (21785) Méchain          |                    | 21 de septiembre de 1999 |                    |
| (21873) Jindřichůvhradec |                    | 29 de octubre de 1999    | con Jana Tichá     |
| (22442) Blaha            |                    | 14 de octubre de 1996    | con Jana Tichá     |
| (22465) Karelanděl       |                    | 15 de enero de 1997      | con Zdeněk Moravec |
| (22503) Thalpius         |                    | 7 de octubre de 1997     | con Zdeněk Moravec |
| (24837) Mšecké Žehrovice |                    | 22 de octubre de 1995    |                    |
| (24838) Abilunon         |                    | 23 de octubre de 1995    |                    |
| (25258) Nathaniel        |                    | 7 de noviembre de 1998   | con Jana Tichá     |
| (25340) Segoves          |                    | 10 de septiembre de 1999 | con Zdeněk Moravec |
| (26314) Škvorecký        |                    | 16 de octubre de 1998    | con Jana Tichá     |
| (26328) Litomyšl         |                    | 18 de noviembre de 1998  | con Zdeněk Moravec |
| (26340) Evamarková       |                    | 13 de diciembre de 1998  | con Jana Tichá     |
| (26969) Biver            |                    | 20 de septiembre de 1997 | con Jana Tichá     |
| (26971) Sezimovo Ústí    |                    | 25 de septiembre de 1997 | con Zdeněk Moravec |
| (27087) Tillmannmohr     |                    | 24 de octubre de 1998    | con Jana Tichá     |
| (28220) York             |                    | 28 de diciembre de 1998  | con Jana Tichá     |
| (29401) Asterix          |                    | 1 de octubre de 1996     | con Zdeněk Moravec |
| (29402) Obelix           |                    | 14 de octubre de 1996    | con Zdeněk Moravec |
| (29477) Zdíkšíma         |                    | 31 de octubre de 1997    | con Jana Tichá     |
| (29555) MACEK            |                    | 18 de febrero de 1998    | con Zdeněk Moravec |
| (29738) Ivobudil         |                    | 23 de enero de 1999      | con Jana Tichá     |
| (31232) 1998 CF          | 1998 CF            | 1 de febrero de 1998     | con Jana Tichá     |
| (35239) 1995 SH2         | 1995 SH2           | 25 de septiembre de 1995 | con Zdeněk Moravec |
| (35445) 1998 CY          | 1998 CY            | 5 de febrero de 1998     | con Zdeněk Moravec |
| (35446) Stáňa            |                    | 6 de febrero de 1998     | con Jana Tichá     |
| (35977) Lexington        |                    | 3 de julio de 1999       | con Jana Tichá     |
| (35978) Arlington        |                    | 5 de julio de 1999       | con Jana Tichá     |
| (38246) 1999 PL44        | 1999 PL4           | 14 de agosto de 1999     | con Jana Tichá     |
| (40206) Lhenice          |                    | 26 de septiembre de 1998 | con Jana Tichá     |
| (43954) Chýnov           |                    | 7 de febrero de 1997     | con Zdeněk Moravec |
| (44031) 1998 CO          | 1998 CO            | 3 de febrero de 1998     | con Zdeněk Moravec |
| (44597) Thoreau          |                    | 6 de agosto de 1999      | con Jana Tichá     |
| (46692) Taormina         |                    | 2 de febrero de 1997     | con Jana Tichá     |
| (47144) Faulkes          |                    | 7 de agosto de 1999      | con Jana Tichá     |
| (47294) Blanský les      |                    | 28 de noviembre de 1999  | con Jana Tichá     |
| (48794) Stolzová         |                    | 5 de octubre de 1997     | con Jana Tichá     |
| (48844) Belloves         |                    | 18 de febrero de 1998    | con Zdeněk Moravec |
| (50413) Petrginz         |                    | 27 de febrero de 2000    | con Jana Tichá     |
| (52665) Brianmay         |                    | 30 de enero de 1998      | con Jana Tichá     |
| (53093) La Orotava       |                    | 28 de diciembre de 1998  | con Jana Tichá     |
| (55082) Xlendi           |                    | 25 de agosto de 2001     | con Jana Tichá     |
| (56329) Tarxien          |                    | 28 de noviembre de 1999  | con Jana Tichá     |
| (58424) 1996 DL1         | 1996 DL1           | 22 de febrero de 1996    | con Zdeněk Moravec |
| (65895) 1998 CP          | 1998 CP            | 3 de febrero de 1998     | con Zdeněk Moravec |
| (79477) 1998 CN          | 1998 CN            | 3 de febrero de 1998     | con Zdeněk Moravec |
| (85328) 1995 PA          | 1995 PA            | 1 de agosto de 1995      | con Zdeněk Moravec |
| (85573) 1998 CE          | 1998 CE            | 1 de febrero de 1998     | con Jana Tichá     |
| (85574) 1998 CG          | 1998 CG            | 1 de febrero de 1998     | con Jana Tichá     |
| (91007) 1998 BL30        | 1998 BL30          | 30 de enero de 1998      | con Jana Tichá     |

## Reconocimientos
- El asteroide (3337) Miloš fue denominado así en homenaje suyo.